# 터빈

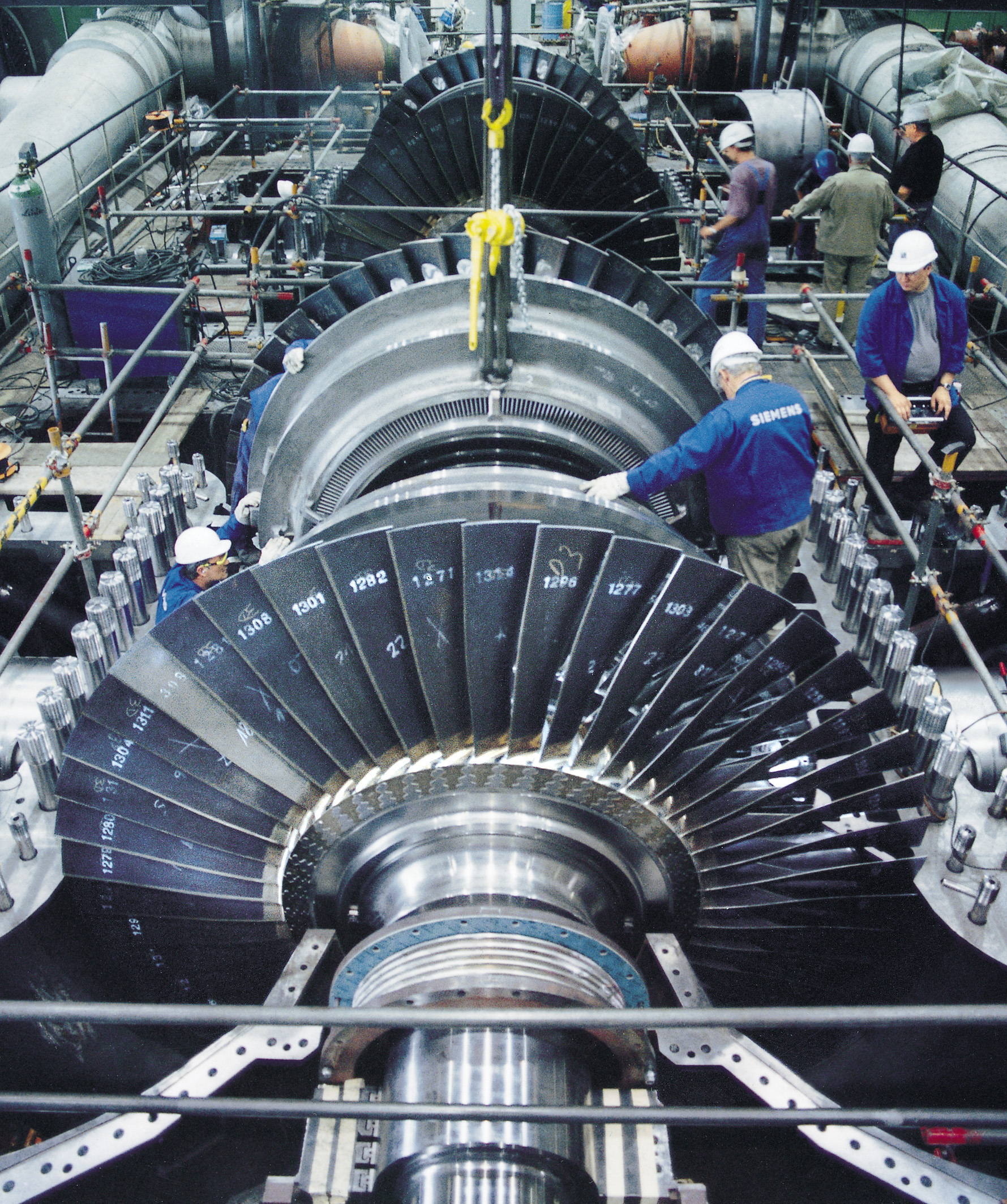
뚜껑이 열려 있는 지멘스 증기 기관.

터빈(turbine, 문화어: 타빈)은 유체의 흐름으로부터 에너지를 뽑아내는 회전 기관이다. 1828년 공학 경쟁 기간 동안 클라우드 버딘(Claude Burdin, 1788년 ~ 1873년)이 소용돌이라는 뜻의 라틴어 turbo을 따서 터빈이라는 이름을 지었다.
클라우드 버딘의 제자 베노이트 포네이론(Benoît Fourneyron, 1802년 ~ 1867년)이 최초의 실용적인 수력 터빈을 만들었다.
가장 단순한 터빈은 날개가 부착된 움직이는 부분을 가지고 있다. 날개 위에 유체를 움직임으로써 에너지를 축차에 전가시킨다. 초기의 터빈은 이를테면 풍차, 물레바퀴를 들 수 있다.
가스 터빈, 증기 터빈, 수력 터빈은 날개 주변에 덮개를 가지고 있으며, 이것이 유동체를 제어한다. 현대 증기 터빈의 발명가는 영국의 엔지니어 찰레스 엘저논 파슨스(Charles Algernon Parsons)로 알려져 있다.
터빈과 비슷하지만 운영 방식이 거꾸로인 장치는 펌프와 압축기가 있다. 일반적으로 수많은 가스 터빈 엔진 속에서 축류식 압축기를 들 수 있다.

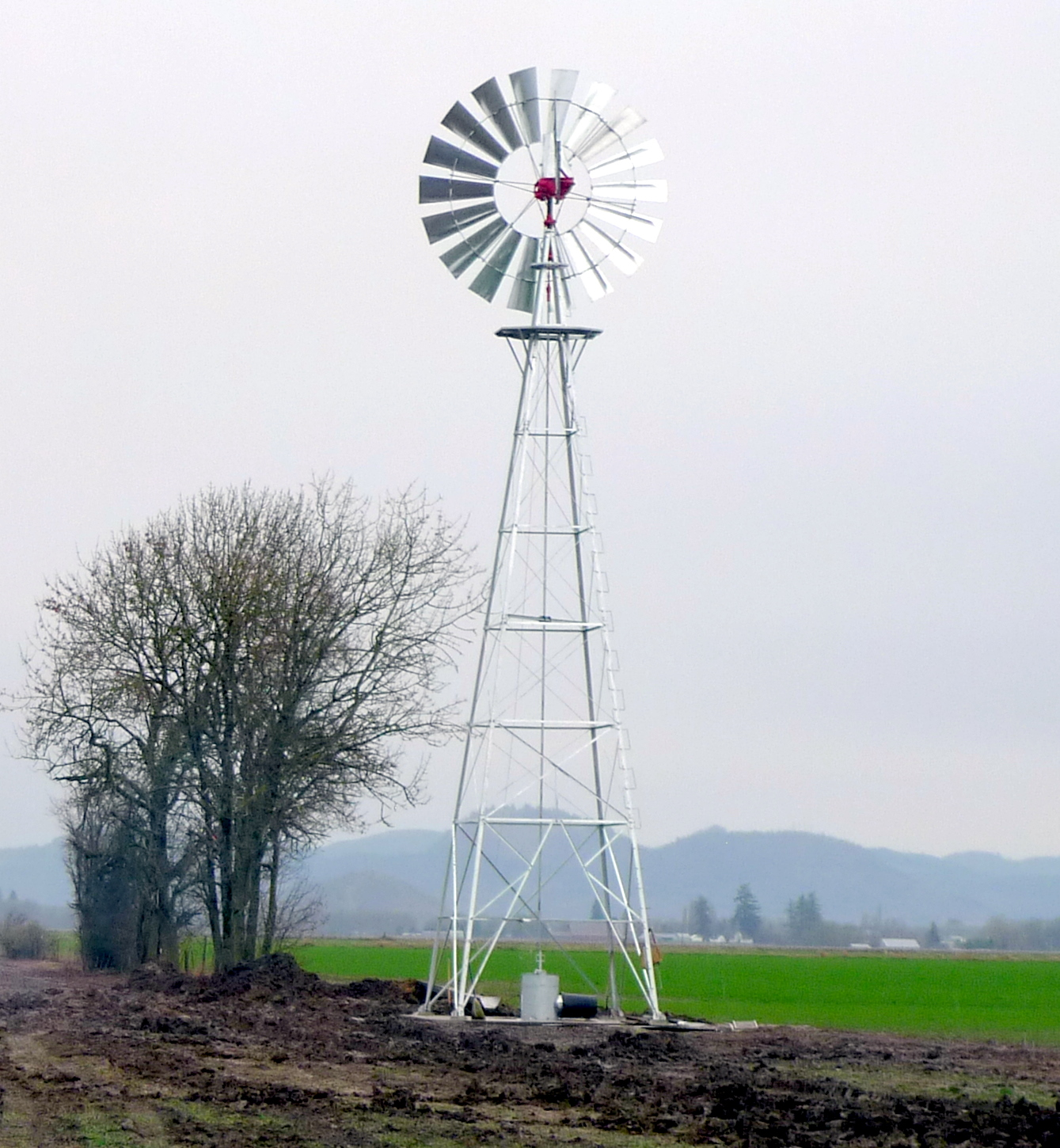
풍력 터빈
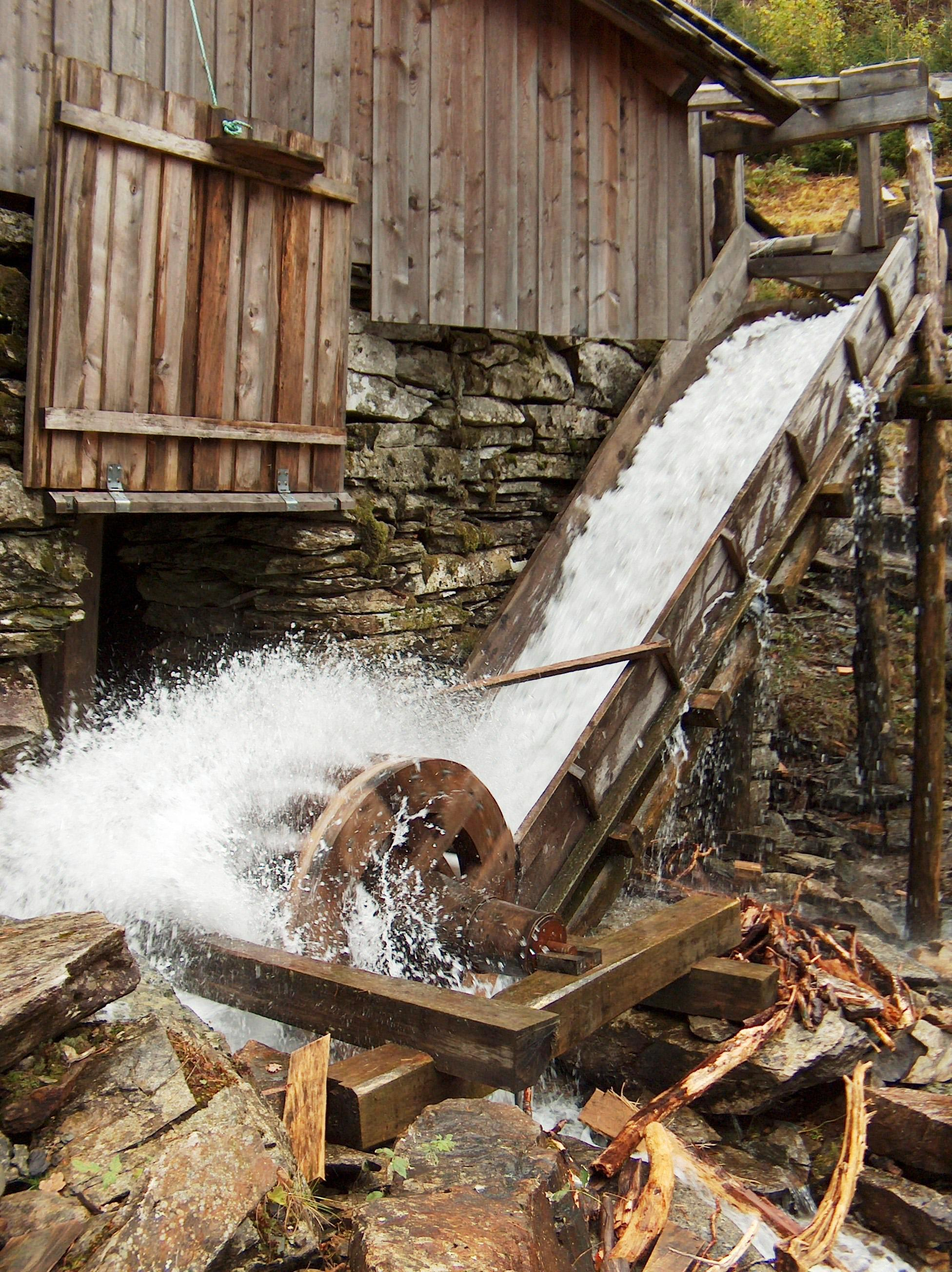
수력 터빈

## 베르누이 방정식에서의 터빈 적용
1, 2 지점이 서로 단일 관수로로 연결되어 있고 중간에 터빈이 있을 때, 터빈에 가해진 단위중량당 에너지를 ET, 1, 2간 마찰손실을 hL, 부차적 손실 합을 {\displaystyle \Sigma h_{m}}라고 한다면 베르누이 방정식은 다음과 같이 나타난다.
{\displaystyle {\frac {V_{1}^{2}}{2g}}+{\frac {p_{1}}{\gamma }}+z_{1}={\frac {V_{2}^{2}}{2g}}+{\frac {p_{2}}{\gamma }}+z_{2}+E_{T}+\Sigma h_{L}+\Sigma h_{m}}
유량을 Q라 할 때, 이론적인 터빈 동력 PT는 다음과 같다.
{\displaystyle P_{T}=\gamma QE_{T}}

## 터빈의 효율
터빈의 효율 ηT는 다음과 같이 정의한다. {\displaystyle P_{T_{act}}}는 실제 터빈에 의한 동력이다.
{\displaystyle \eta _{T}={\frac {P_{T_{act}}}{P_{T}}}}

## 반동 터빈
반동터빈(reaction turbine)은 증기의 팽창을 회전날개에서도 행하게 하여 이 때의 반동을 이용하는 것이다(다소의 충동작용도 있다). 따라서 압력 저하는 회전날개 중에서도 일어난다. 구조는 안내날개와 회전날개의 2열의 날개로 1단(一段)을 형성하고, 필요에 따라서 단수를 늘인다. 최대효율 때의 회전날개의 주속(周速)은 증기속도의 약 0.9배이다(충동터빈에서는 0.5배). 대체로 반동터빈에서는 증기를 서서히 작용시키니까, 날개 가운데의 증기 유속(流速)이 낮고, 마찰이나 와류(渦流)도 작고 열효율이 좋다. 그러나 반동식은 충동식보다 단수(段數)가 많고 길이도 길어진다.

### 충동반동터빈
고압부에선 충동식, 저압부에선 반동식을 사용한 터빈이다. 충동식에서는 전마력을 낼 때라도, 전체 둘레의 일부를 차지할 뿐인 노즐에서부터 증기가 분출되므로, 팽창 초의 고압부에서 충동식을 채용한다.

## 같이 보기
- 터빈 발전기

## 참고 문헌
- 김경호 (2010). 《수리학》 1판. 한티미디어. ISBN 978-89-6421-019-2.